# Ружиця (Західнопоморське воєводство)
Ружиця (пол. Rurzyca) — село в Польщі, у гміні Ґоленюв Голеньовського повіту Західнопоморського воєводства.
Населення — 746 осіб (2011).
У 1975-1998 роках село належало до Щецинського воєводства.

## Демографія
Демографічна структура станом на 31 березня 2011 року:
|          | Загалом | Допрацездатний вік | Працездатний вік | Постпрацездатний вік |
| -------- | ------- | ------------------ | ---------------- | -------------------- |
| Чоловіки | 396     | 95                 | 282              | 19                   |
| Жінки    | 350     | 78                 | 222              | 50                   |
| Разом    | 746     | 173                | 504              | 69                   |